# ذخیره‌گاه انالامرانا
ذخیره‌گاه انالامرانا (به لاتین: Analamerana Reserve) یک منطقهٔ مسکونی در ماداگاسکار است که در Northern Madagascar واقع شده‌است.